# Joy Sakari
Joyce "Joy" Nakhumicha Sakari (* 6. Juni 1986 in Chepkoya) ist eine ehemalige kenianische Leichtathletin, die sich auf den Sprint spezialisiert hat.

## Sportliche Laufbahn
Erste internationale Erfahrungen sammelte Joy Sakari im Jahr 2007, als sie bei den Afrikaspielen in Algier mit 11,92 s im Halbfinale im 100-Meter-Lauf ausschied und mit der kenianischen 4-mal-100-Meter-Staffel in 46,24 s den sechsten Platz belegte. Im Jahr darauf belegte sie bei den Afrikameisterschaften in Addis Abeba in 23,78 s den sechsten Platz im 200-Meter-Lauf und schied über 100 Meter mit 12,06 s im Halbfinale aus. Zudem gewann sie mit der 4-mal-400-Meter-Staffel in 3:37,67 min gemeinsam mit Florence Wasike, Charity Wandia und Pamela Jelimo die Silbermedaille hinter dem nigerianischen Team. 2009 startete sie im 400-Meter-Lauf bei den Weltmeisterschaften in Berlin und schied dort mit 52,69 s im Semifinale aus. 2011 gelangte sie bei den Afrikaspielen in Maputo mit 52,18 s auf Rang fünf und gewann mit der 4-mal-400-Meter-Staffel in 3:37,37 min die Bronzemedaille hinter den Teams aus Nigeria und dem Senegal. Im Jahr darauf erreichte sie bei den Afrikameisterschaften in Porto-Novo mit 52,28 s Rang sechs über 400 Meter und wurde im Staffelbewerb in 3:35,06 min ebenfalls Sechste. Anschließend erreichte sie bei den Olympischen Sommerspielen in London das Halbfinale über 400 Meter und schied dort mit 52,95 s aus. Bei den IAAF World Relays 2015 auf den Bahamas wurde sie in 10:43,35 min gemeinsam mit Selah Busienei, Sylvia Chesebe und Virginia Nyambura Zweite in der Distanzstaffel hinter den Vereinigten Staaten und stellte damit einen neuen Afrikarekord auf. Im August erreichte sie bei den Weltmeisterschaften in Peking das Halbfinale, wurde aber des Dopings überführt und ihre Resultate wurden daher annulliert. Sie wurde mit einer Sperre versehen und beendete daraufhin ihre aktive sportliche Laufbahn.
2007 wurde Sakari kenianische Meisterin im 100-Meter-Lauf sowie von 2007 bis 2009 und 2015 über 200 Meter. Zudem siegte sie 2009 und 2011 sowie 2012 und 2015 über 400 Meter.

## Persönliche Bestzeiten
- 100 Meter: 11,74 s (0,0 m/s), 31. Mai 2008 in Addis Abeba
- 200 Meter: 23,60 s, 16. Juni 2007 in Nairobi
- 400 Meter: 51,14 s, 11. Juli 2015 in Nairobi